# 白海・バルト海運河

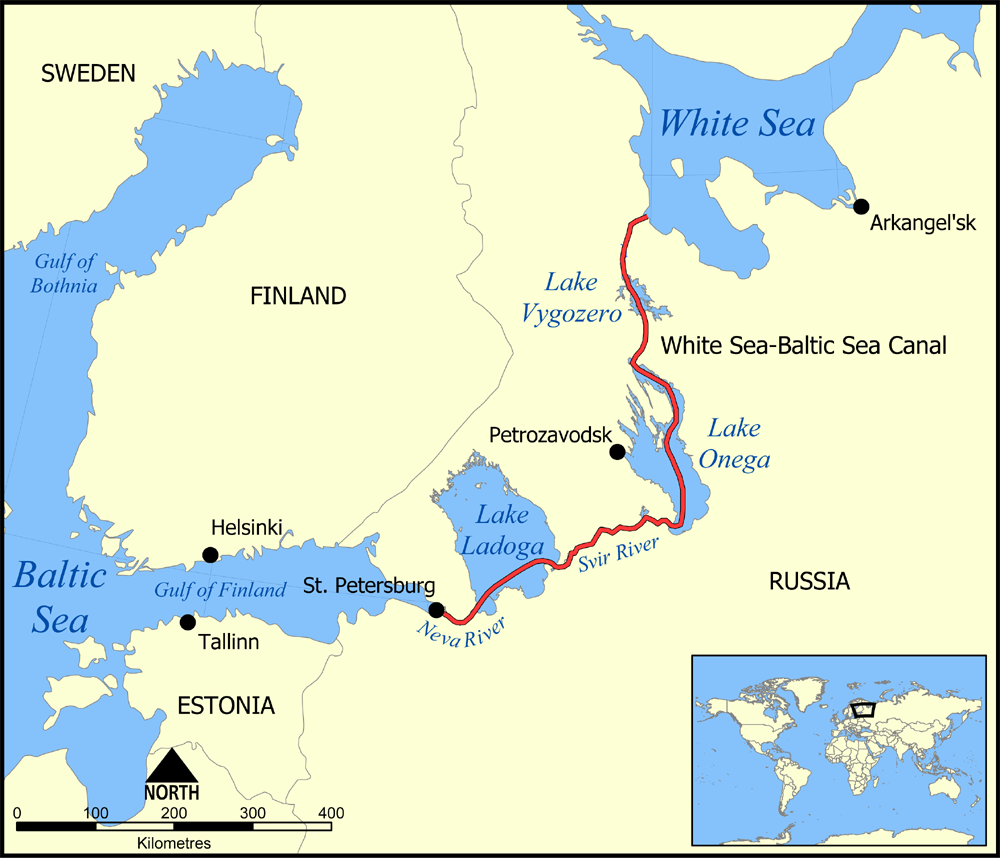
白海-バルト海運河の地図。ネヴァ川・スヴィリ川を含む

白海・バルト海運河（はっかいバルトかいうんが、ロシア語: Беломо́рско-Балти́йский кана́л, 英語: White Sea-Baltic Sea Canal）、略称ベロモルカナルは、1933年8月2日に完成したロシアの運河である。白海とサンクトペテルブルク近くのバルト海を結んでいる。1961年まで、運河の名前はBelomorsko-Baltiyskiy kanal imeni Stalina（英語: Stalin White Sea-Baltic Sea Canal、スターリン 白海・バルト海運河）であった。建設中に10,933 人が亡くなったとされ、推計によってはこれよりかなり多い犠牲者数としているものがある。
運河は部分的にはヴイグ川などのいくつかの運河化された河川を通り、またオネガ湖とヴィゴゼロ湖 (Lake Vygozero) の2つの湖を通る。全長は227 kmである。運河の交通量はかなり少なく、1日10隻から40隻ほどの小型船を通しているだけである。オネガ湖からはスヴィリ川、ラドガ湖、ネヴァ川を経てバルト海のサンクトペテルブルクへ到達する。またラドガ湖からはヴォルガ・バルト水路へもつながっている。

## 水路
運河の全長は227 kmで、そのうち48 kmが人工的に建設された部分である。運河の流れの向きはオネガ湖から白海へ向けて下っている。最大高低差は、白海から分水嶺までの102メートルである。

### 運河の経路
運河はメドヴェジエゴルスク近郊のオネガ湖のポヴェネツ湾に面したポヴェネツ (Povenets) 近くから始まっている。ポヴェネツを出るとすぐに7つの閘門が接近して設置されており、「ポヴェネツ階段」(Stairs of Povenets) を形成している。この閘門群が運河の南側の斜面となっている。運河の頂点にある水路は第7閘門と第8閘門の間にあって全長22 kmである。北側の斜面には12の閘門があり第8閘門から第19閘門と番号が振られている。北側斜面の経路は5つの大きな湖を通っており、第8閘門と第9閘門の間のマトコゼロ湖 (Lake Matkozero)、第9閘門と第10閘門の間のヴィゴゼロ湖、第10閘門と第11閘門の間のパラゴルカ湖 (Lake Palagorka)、第11閘門と第12閘門の間のヴォイツコエ湖 (Lake Voitskoye)、第13閘門と第14閘門の間のマトコズニヤ湖 (Lake Matkozhnya) がある。運河は白海のソロカ湾 (Soroka Bay) にベロモルスクで注ぐ。ポヴォネツ、セゲジャ (Segezha)、ナドヴォイツィ (Nadvoitsy)、ソスノヴェツ (Sosnovets)、ベロモルスクが運河に沿って存在する街である。

### 航行条件
閘門の最小寸法は全長135 m、全幅14.3 mである。また水路は幅36 m、深さ4 mで、曲線半径は500 mである。人工水路の部分では全域で8 km/h（4.3 ノット）に制限されている。視界が1 km以下の場合、航行は停止される。
2008年から2010年までの航海シーズンには、閘門の運営は5月20日から10月15日または30日までで、毎年148日から163日ほどの運用となっている。
1,000トン程度の小型船舶しか通過できない、凍結する冬期間は運用はできないという制限はあるものの、北極海とバルト海の間で直接潜水艦などの軍艦を回航できるという点で軍事的にも重要である。

## 運河の利用
運河の通航量は1985年にピークとなり、730万トンの貨物が運河で輸送された。その後1990年までの5年間は貨物量は高い水準を保ったが、その後減少した。21世紀初めには次第に貨物量は増加し始めたが、1985年のピークに比べれば低い水準に留まり、2001年には283,400 トン、2002年には314,600 トンである。
運河により、ロシアの工業地域から重い貨物やばら積み貨物を白海へ輸送して、そこから海を行く船舶に積み替えてシベリア北部の港へ輸送できるようになった。2007年の夏、シベリアにあるロスネフチのバンコール油田 (Vankor Oil Field) 向けの大きな部品がオカ川のジェルジンスクから「アムール1516」(Amur-1516) に載せられて出荷され、ヴォルガ・バルト水路と白海・バルト海運河を通ってアルハンゲリスクへ達し、そこから海洋用船舶の「カピタン・ダニルキン」(Kapitan Danilkin) に載せられてエニセイ川沿いのドゥディンカまで運ばれた。

### 石油製品の出荷
運河は、ヴォルガ川流域の製油所で生産された石油製品をムルマンスク州の消費者や海外へ輸出するために用いられている。ロシアのヴォルゴタンカー社 (Volgotanker) は、運河に適合した大きさの石油タンカーや鉱石・石油兼用船を所有しており、「ネフテルドヴォズ3」(Nefterudovoz-3) により白海のカンダラクシャへ燃料油を輸送した1970年8月からこのルートが用いられるようになった。
長年の中断の後、ヴォルゴタンカー社は運河ルートの使用を2003年に再開した。会社では2003年にこの運河で80万トンの燃料油輸送を計画しており、2004年には150万トンに増やす計画となっていた。燃料はヴォルゴタンカー社の河川用タンカーからラトビアの海洋用タンカーへ、オネガの港の36 km北西のオネガ湾内のオシンキ島 (Osinki island) そばにある浮体式の中継ステーションで積み替えられている。
積替作業は2003年6月24日に始められた。しかし2003年9月1日にヴォルゴタンカー社の「ネフテルドヴォズ57M」(Nefterudovoz-57M) とラトビアのZoja-I が積替中に低速で衝突事故を起こし、ネフテルドヴォズの船体に亀裂が入って石油の流出を起こした。石油の流出量に関しては様々な推定がなされたが、最終的には45 トンとされ、そのうち9 トンのみが回収された。ヴォルゴタンカー社は、流出を抑えることに失敗し、あるいは適切に能力のある当局と協力しなかったとされ、結果としてアルハンゲリスク州当局は22万トンの燃料が輸出された時点で積替作業を停止させることになった。会社は罰金を課され、以後の作業は許可されていない。

## 運河建設の歴史

### 強制労働収容所

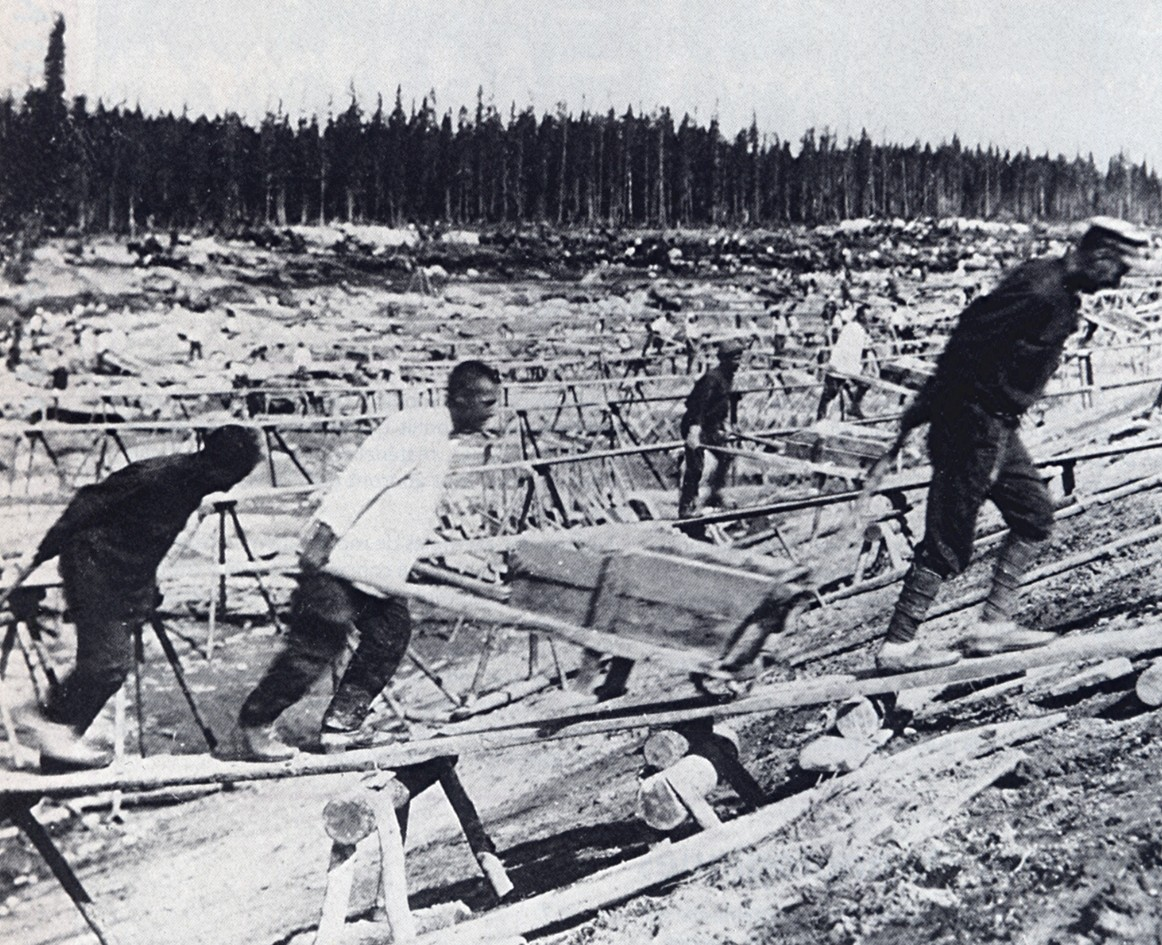
労働中の収容者（1932年）
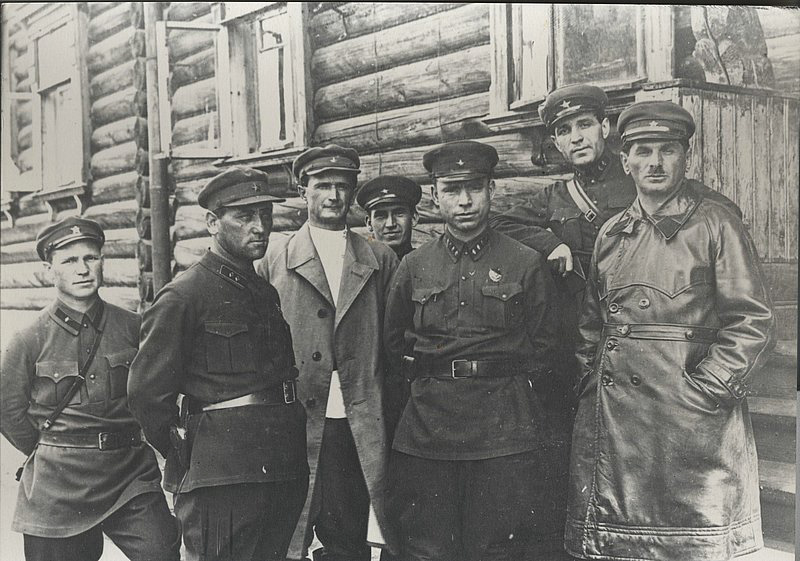
白海・バルト海運河の建設工事で働くナフタリー・フレンケル（ロシア語版）（一番右）

ソビエト連邦政府は運河を第一次五ヶ年計画の成功の一例として示していた。建設は予定よりも4ヶ月早く完成した。運河全体は1931年から1933年までの20ヶ月間で、ほぼ全て人力により建設された。
この運河はソビエト連邦において強制労働で建設された最初の主なプロジェクトである。収容所の看守が建設に関与し、10万人と推定される収容者を労働力として供給した。強制収容所での作業は通常非公開であったが、白海・バルト海運河での作業は、運河を造っているだけではなくその作業を通じて自分たちを「再教育」しているものと考えられたため、例外であった。ロシア語で再教育のことをペレコフカ (перековка) という。

### 労働条件
ソビエト連邦政府は、このプロジェクトをグラグの強制労働の効率性の証拠としていた。「矯正労働」により「階級の敵」（政治犯）を「再教育」するとされ、労働環境は非常に過酷なものであった。

### 運河とロシアの作家
マクシム・ゴーリキー、アレクセイ・ニコラエヴィッチ・トルストイ、ヴィクトル・シクロフスキー、ミハイル・ゾーシチェンコなど、プロジェクトを賞賛する作品を書いた人物を含め、ロシアの作家や芸術家が運河の建設現場を訪れたが、注意深くもっとも残酷な部分が隠されていた。しかし、シクロフスキーは彼自身で運河を訪れており、ゴーリキーにより組織されたソビエト連邦作家同盟を通じて訪問したわけではないことに注意しなければならない。同様にゴーリキー本人も同盟を通じて訪問したのではなく、自分で訪問を計画した。ゴーリキーはこの前の1929年にソロヴェツキー諸島の強制収容所を訪問して、このことについてソビエトの雑誌に「我々の偉業」として書いている。
これに加えて、これらプロジェクトを取材した全ての作家が残酷さや収容所の実際の生活状況について気付いていなかったというのは疑わしい。実際のところ、賞賛する作品を書いたうちの1人、セルゲイ・アルィモフはかつて運河の建設に関わる強制収容所の囚人だったことがあり、そこで収容所の新聞である「ペレコフカ」（再教育）の編集者をしていた。同様に、アレクサンドル・アヴデーエンコの旅行記録には、現地の監督をしていたセミョーン・フィリンやミルスキーとの、少なくとも工事現場の実態について気付いていた作家がいるということを明らかにする会話が残されている。

## 記念
運河は、ソビエトの紙巻きたばこのブランド「ベロモルカナル」として記念されている。建設に際して命を落とした収容者を記念するモニュメントがポヴェネツにあり、同様のものが運河の白海への出口に近いベロモルスクにもある。ニコライ・ポゴディンによる運河に関する喜劇もある。
運河の記憶はロシア語の中にも保存されている。受刑者を表す"zeka"、"zek"、"z/k"という言葉である。ロシア語では、受刑者、投獄されたという意味の言葉はзаключённый (zakliuchyonnyi) であり、通常文献上ではз/кと略され、зэка（ゼーカ）と発音されるが、これが次第に変化してзэк、そしてзекへとなった。この単語は今でも口語として用いられている。もともとはzaklyuchyonny kanaloarmeyets (заключённый каналоармеец) という言葉で、これは「投獄された運河戦士」という意味である。後の言葉は赤軍の一員を意味するkrasnoarmeyetsという言葉や労働赤軍 の一員を意味するtrudarmeyetsのアナロジーから造語されている。現地責任者だったラザーリ・コーガンの作と考えられるこの時期の歴史書では以下のように述べている。1932年にアナスタス・ミコヤンが白海・バルト海運河建設現場を訪れた際、コーガンが彼に「同志ミコヤン、彼らをなんと呼べばいいでしょう? 私はkanaloarmeyetsという言葉を考えたのですが、どう思われますか?」 これにミコヤンは賛同している。

## 関連文献
- Maxim Gorky, L. Auerbach, S. G. Firin (editors), The White Sea canal; being an account of the construction of the new canal between the White Sea and the Baltic Sea, London: John Lane, 1935
- Paul R. Gregory, Valery Lazarev and V. V. Lazarev, Economics of Forced Labor: The Soviet Gulag, Hoover Institute Press, October, 2003, trade paperback, 356 pages, ISBN 0-8179-3942-3
- Cynthia A. Ruder, Making History for Stalin: The Story of the Belomor Canal, University Press of Florida, 1998, 284 pages, ISBN 0-8130-1567-7